# チャクラム

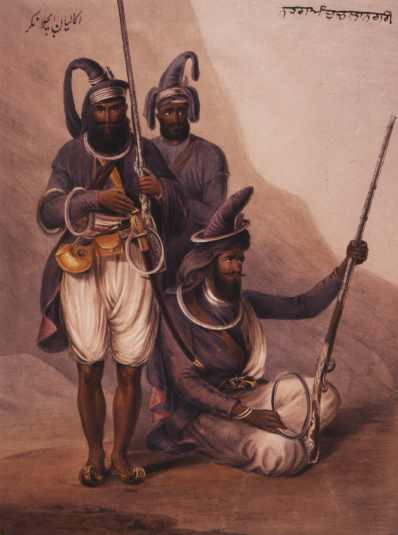
チャクラムを持つシク教徒（1844年画）

チャクラム（サンスクリット: cakram; パンジャーブ語: chakkar; マレー語: cakeram) は、古代インドで用いられた投擲武器の一種。チャクラ（cakra चक्र）はサンスクリットで「輪」を意味する中性名詞であり、チャクラム（cakram）は、その単数主格にあたる。

## 概要
日本では戦輪、飛輪、円月輪とも呼ばれ忍者が使用した。忍術の古伝では平安末期から室町期の各時代にインド圏から断続的に渡来（または漂流）した僧らが伝承した護身のためのインド武術（現代に体系化されているカラリパヤット）の中にあったとされる。また転輪聖王の持物とされ転法輪や輪宝とも呼ばれる。中国の格闘用武器の一種では風火輪および圈とよばれ、また刃を付けていない鉄輪状の殴打武器も存在する。真ん中に穴のあいた金属製の円盤の外側に刃が付けられており、その直径は12-30cm程。投擲武器としては珍しく斬ることを目的としている。
投げ方は二通りあり、円盤の中央に指を入れて回しながら投擲する方法と、円盤を指で挟み投擲する方法がある。
携帯する際はケースなどに入れず右画像のように腕や首に通したり腰から下げるほか、円錐形の帽子に差し込む例もある。
ヒンドゥー教の神であるヴィシュヌは上の右手にスダルシャナ・チャクラと呼ばれる108のノコギリ歯を持つ円盤武器を持つ。タイ王国ではチャクリー王朝の象徴としてスダルシャナ・チャクラを使っており、軍艦旗にもスダルシャナ・チャクラを意匠化したデザインを採用していた（1790年～1855年）。

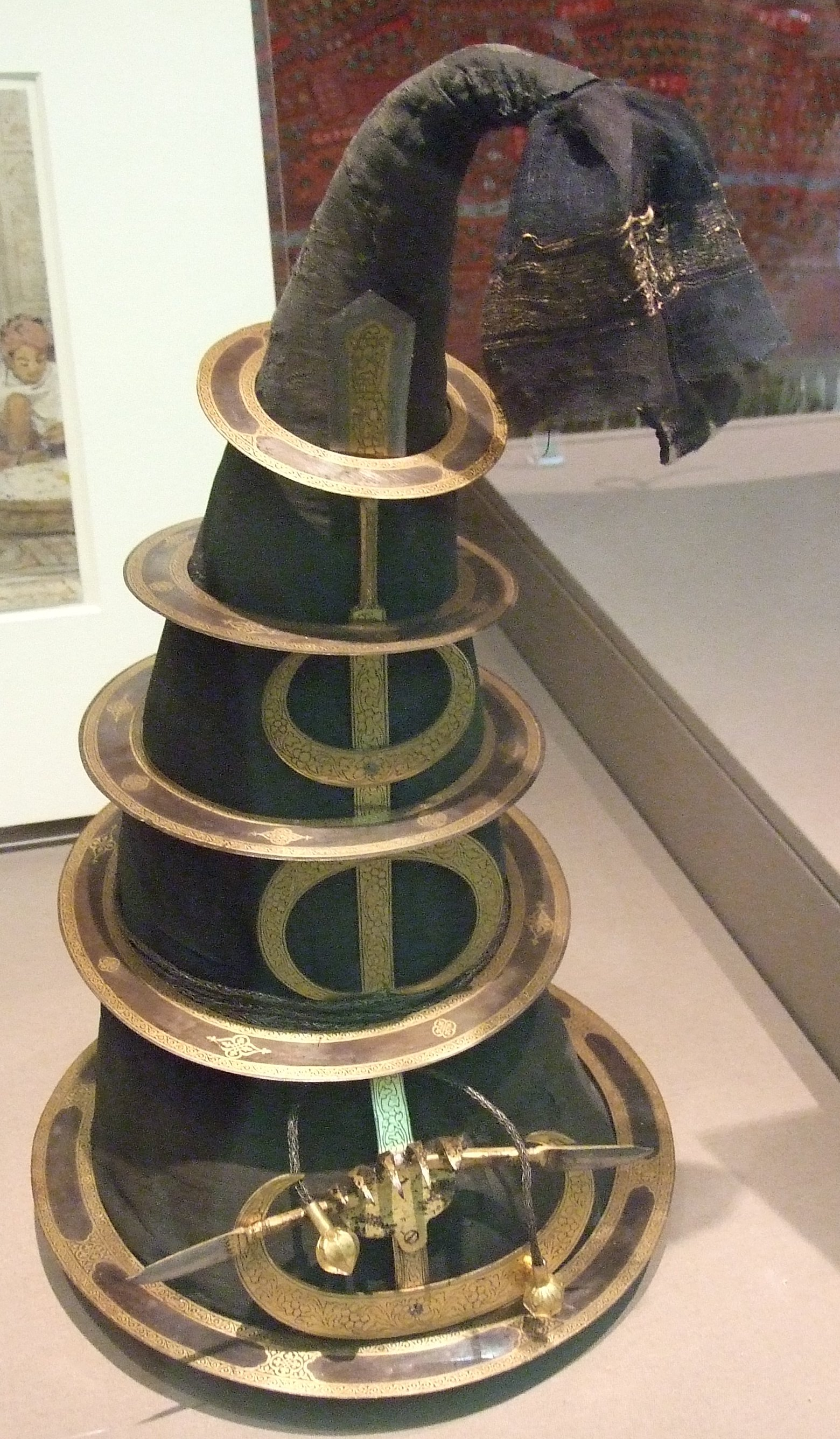
チャクラムを差し込んだシク教徒の帽子（19世紀）
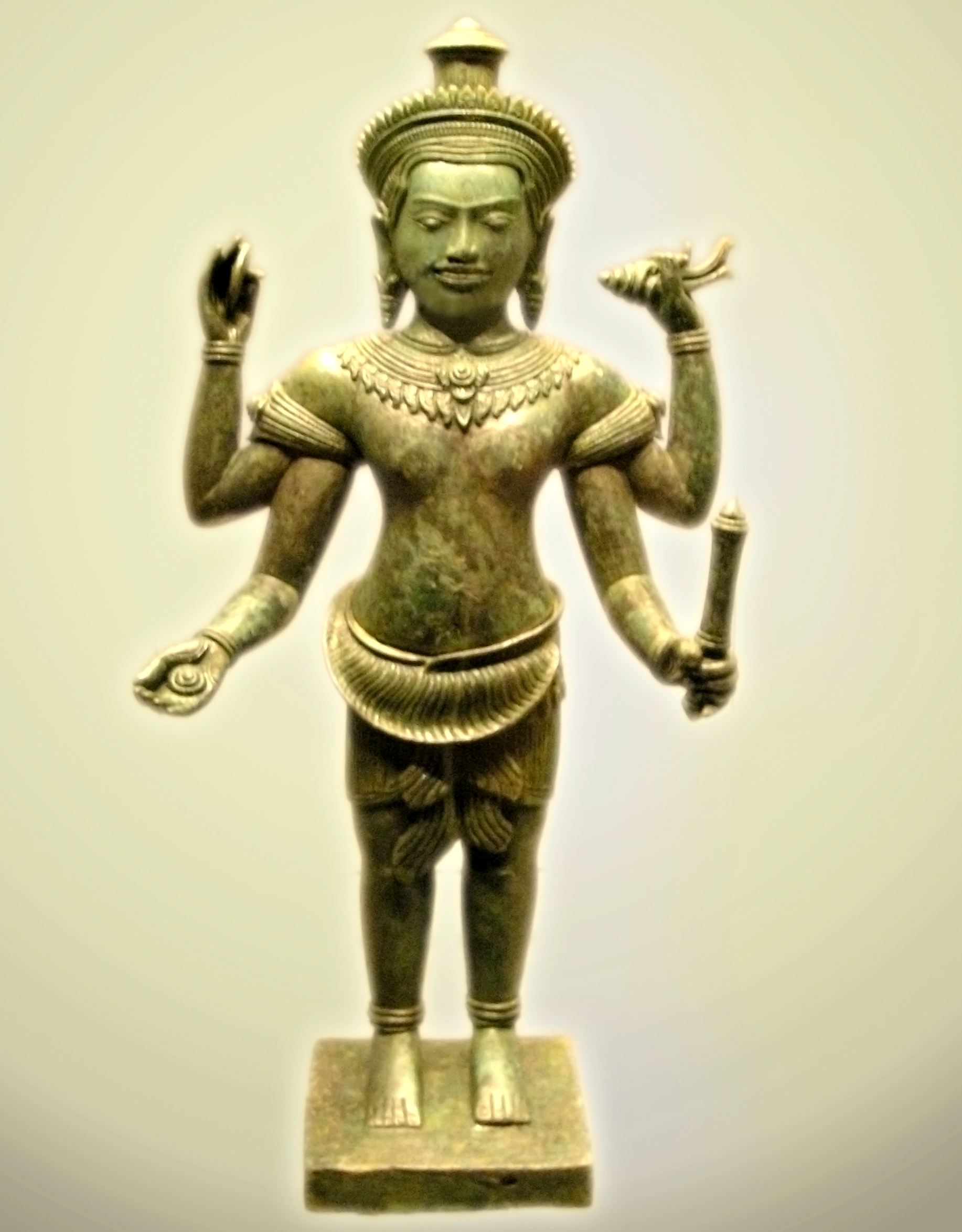
スダルシャナ・チャクラを持つヴィシュヌ。円盤に指を挟んでいる。
タイ王国の旧軍艦旗

## 参考資料
- 『改訂増補 刀工総覧』川口陟・飯田一雄（校訂）　刀剣春秋新聞社・宮帯出版社（発売） ISBN 9784885830082
- 『金工事典』若山泡沫・飯田一雄（校訂）　刀剣春秋新聞社・宮帯出版社（発売） ISBN 9784885830174
- 『アイテム・コレクション』 安田均・グループSNE 富士見文庫 ISBN 9784829142271
- 『図説 西洋甲冑武器事典』三浦権利 柏書房 ISBN 9784760118427
- 『武器辞典』 市川定春 新紀元社 ISBN 9784883172795
- 『武器と防具・日本編』 戸田藤成 新紀元社 ISBN 9784883172313
- 『武器と防具・中国編』 篠田耕一 新紀元社 ISBN 9784883172115
- 『武器と防具・西洋編』 市川定春 新紀元社 ISBN 9784883172627
- 『武勲の刃』 市川定春・怪兵隊 新紀元社 ISBN 9784915146237
- 『魔導具事典』 山北篤・稲葉義明 新紀元社 ISBN 9784775300350
- 『図説・日本武器集成』決定版 歴史群像シリーズ 歴史群像シリーズ編集部 編 学習研究社 ISBN 9784056040401
- 『図説・中国武器集成』決定版 歴史群像シリーズ 歴史群像シリーズ編集部 編 学習研究社 ISBN 9784056044317
- 『刀剣甲冑手帳』 刀剣春秋編集部 編　刀剣春秋新聞社・宮帯出版社（発売） ISBN 9784863660632
- 『中国武術兵器法』 青木嘉教 愛隆堂 ISBN 9784750202334
- 『隠し武器総覧』 名和弓雄 壮神社 ISBN 9784915906367
- 『図解隠し武器百科』 名和弓雄 壮神社 ISBN 9784404008077
- 『【決定版】図説忍者と忍術 忍器・奥義・秘伝集』 歴史群像シリーズ 歴史群像シリーズ編集部 編 学研マーケティング ISBN 4056048142
- 『【決定版】忍者・忍術・忍器大全』 都市鉄道研究会 著 歴史群像編集部 編 学習研究社 ISBN 4054041205